# Универ (телесериал)
«Униве́р» — российский телесериал-ситком про жизнь студентов, проживающих в одном блоке общежития, который является главным местом действия.
В эфире на телеканале «ТНТ» он был с 25 августа 2008 года по 19 мая 2011 года.

## Сюжет
Сын олигарха Сильвестра Сергеева Саша сбежал из университета в Лондоне, где изучал финансы, и поступил на астрономическое отделение физического факультета одного из московских вузов. Сильвестр Андреевич хочет вернуть своего сына к прежней жизни, но тот желает жить «в народе» и хочет всего в жизни добиться сам. В то же время с героями сериала приключается много забавных и смешных ситуаций.
В некоторых сериях показаны истории, которые рассказывает один герой, а также альтернативные истории.

## Сезоны
| Сезон | Серии | Серии | Даты показа     | Даты показа      |
| Сезон | Серии | Серии | Первая серия    | Последняя серия  |
| ----- | ----- | ----- | --------------- | ---------------- |
| 1     | 44    | 44    | 25 августа 2008 | 10 ноября 2008   |
| 2     | 56    | 56    | 3 февраля 2009  | 18 мая 2009      |
| 3     | 55    | 55    | 17 августа 2009 | 19 ноября 2009   |
| 4     | 46    | 46    | 11 мая 2010     | 21 сентября 2010 |
| 5     | 54    | 54    | 8 ноября 2010   | 19 мая 2011      |

## В ролях

### Главные герои

#### Александр (Саша) Сергеев
Александр Сильвестрович Сергеев (Андрей Гайдулян) — сын олигарха Сильвестра Андреевича Сергеева. Сбежал из лондонского университета и поступил в российский университет на астрономическое отделение физического факультета. В основном отказывается брать у отца деньги, предпочитая всего добиваться своими силами. Иногда его стремление к самостоятельности и тяга к астрономии граничат с паранойей.
С 217-й серии — отец Алёши. С 255-й серии — муж Тани Архиповой.

#### Татьяна (Таня) Архипова
Татьяна Николаевна Архипова (Валентина Рубцова) — студентка юридического факультета из Королёва, с 3-го сезона — аспирантка. Очень целеустремлённая девушка с консервативными моральными принципами, отличница. В начале сериала — доверчивая, нервная, неуравновешенная, но постепенно набирается уверенности. Имеет комплексы по поводу своей внешности, особенно маленького размера груди. 
В 217-й серии у неё рождается сын Алёша от Саши Сергеева. С 255-й серии она жена Саши Сергеева.

#### Эдуард (Кузя) Кузьмин
Эдуард Васильевич Кузьмин (Виталий Гогунский) — студент филологического факультета. Успешный спортсмен, занимался карате (известен как «Торнадо»), получил чёрный пояс, но из-за травмы головы ему пришлось покинуть данный вид спорта. Увлекается игрой на гитаре, пишет песни, с которыми успешно выступает. Также был актёром студенческого театра. Родился в Агаповке, но значительное время провёл в Кургане, о чём часто вспоминает с ностальгией и рассказывает забавные истории про своих родственников и друзей. 
Простой деревенский парень, не отличается интеллектом и сообразительностью (IQ — 60), но отлично играет в шахматы. Доверчив, добр и бесхитростен. Довольно часто свои мысли и чувства выражает фразами «Потеря потерь!», «Блин блинский!», «Крутяк», «Точняк» и другими подобными словами.
Со 2-го по 3-й сезон имел продолжительный роман с Аллой Гришко.

#### Алла Гришко
Алла Юрьевна Гришко (Мария Кожевникова) — студентка психологического факультета, красавица-блондинка из Тюмени. Расчётлива и практична. Первоначально вела достаточно распущенный образ жизни и имела множество поклонников, хотя имела и постоянные отношения — сначала с Кузей, потом — с Майклом. 
Любимая фраза — «Пипец!», в зависимости от интонации отображает широкую гамму чувств.

## Места действия
Бо́льшая часть событий сериала происходит в общежитии № 3. Также в сериале регулярно показывается кафе, аудитории вуза, особняк Сильвестра Андреевича на Рублёвке и кабинет в его офисе с видом из окна на Московский Кремль, ресторан «Байрон», клуб «EROS», итальянский ресторан «Silverio».
Заставки видов зданий универа были сняты в РГГУ, фасад заставки студенческого кафе в реальности находится на улице Чаянова в Москве (01КАФЕ), на той же улице, на которой находятся съёмочные площадки заставок «Универа».

## Над сериалом работали
| Режиссёры - Пётр Точилин - Иван Китаев - Роман Самгин - Жанна Кадникова | Продюсеры - Артур Джанибекян - Александр Дулерайн - Вячеслав Дусмухаметов - Семён Слепаков |

## Продолжения
10 октября 2011 года на ТНТ начался показ продолжения истории под названием «Универ. Новая общага». Из прошлых сезонов в сериале остались только Майкл, Кузя и Антон, а также отец Антона, но появились новые герои.
3 июня 2013 года состоялась премьера спин-оффа «СашаТаня».
6 декабря 2021 года вышел спин-офф «Универ. 10 лет спустя». В интервью Вячеславу Манучарову на YouTube-канале «Эмпатия Манучи» Арарат Кещян сообщил, что новый проект — это не скетчком и не ситком; сериал отражает житейские проблемы и заботы героев «Новой общаги», которые уже повзрослели, обзавелись мужьями, жёнами, детьми и в целом стали более серьёзно подходить к жизненным аспектам. Также изменился и хронометраж серий — каждая серия длится 1 час (с учётом рекламы), тогда как в сериалах «Универ» и «Универ. Новая общага» продолжительность серий составляла 30 минут (с рекламой).
26 июля 2023 года ТНТ объявило о начале съёмок спин-оффа «Универ. 13 лет спустя», в котором в Москву вернётся Кузя, который из бездаря станет бизнесменом, несмотря на всё, что он пережил как до возвращения в Агаповку, так и после.
10 марта 2025 года вышел очередной спин-офф «Универ. Молодые» — история о новых студентах МВГУ, заселившихся в блок героев из  «Универ. Новая общага». Формат серий вернулся к прежним 30 минутам (с учётом рекламы).